# Anyda Marchant
Anyda Marchant (27 Janeiro  1911 – 11 Janeiro 2006) foi uma advogada e autora brasileira. Ela foi uma das primeiras mulheres a ser aprovada na Ordem dos Advogados em Washington D.C., e também foi a sócia fundadora da Naiad Press e da A&M Books. Ela também foi autora de ficção lésbica escrevendo sob o pseudônimo de Sarah Aldridge.

## Infância
Marchant nasceu no Rio de Janeiro, Brasil, filha de Langworthy Marchant e Maude H Arnett. Um ano depois, nasceu o irmão mais novo de Marchant, Alexander.
O nome completo de Marchant era Anne Nelson Yarborough De Armond Marchant. Em 1930, ela começou a abreviar seu nome para Anyda, um acrônimo do seu nome completo.
Quando ela tinha cinco anos, Marchant e sua família se mudaram para Washington, D.C. Eles se mudaram em parte porque o pai de Marchant havia sido nomeado chefe do Departamento de Tradução do Ministério da Agricultura do governo brasileiro. Ela disse ao USA Today que, quando jovem em D.C., ela se lembrava de ver mulheres do movimento sufragista "sendo presas no Parque Lafayette e colocadas em 'paddy wagons.'"
Quando Marchant tinha apenas dezoito anos, seu pai morreu repentinamente.

## Educação
Marchant recebeu seu diploma de graduação em 1931. Foi para a faculdade de direito na Universidade George Washington, na época  conhecida como Universidade Nacional de Washington, D.C. Durante seus estudos, Marchant trabalhou por um ano como assistente jurídica de Alice Paul, uma pioneira dos direitos das mulheres. Ela estava trabalhando no rascunho do ERA. Marchant considerou Paul "uma das maiores feministas".
Marchant se formou na Universidade George Washington em 1933. Se tornou uma das primeiras mulheres a serem aprovadas no Exame da Ordem e iniciar sua carreira como advogada em Washington, D.C. Ela exerceu a advocacia diante do Tribunal de Reivindicações dos EUA e da Suprema Corte dos EUA.
Em 1940, Marchant se mudou com a mãe e o irmão para o condado de Baltimore.

## Carreira
Antes de sua carreira como autora, Marchant teve uma trajetória de quarenta anos como advogada. Em 1940, foi nomeada assistente da Biblioteca Jurídica do Congresso na Seção de Direitos Latino-Americanos. Quando o chefe da Seção Jurídica Anglo-Americana foi convocado na Segunda Guerra Mundial, Marchant assumiu seu cargo. Em 1945, o seu antigo chefe retomou o seu cargo e Marchant recusou a trabalhar em um cargo inferior.
Marchant voltou ao Rio de Janeiro para trabalhar como advogado em uma empresa de energia canadense. Ela também teve uma breve passagem como tradutora na conferência da União Pan-Americana de 1948 em Bogotá, Colômbia.
Em 1948, voltou para Washington D.C. e se tornou uma das quatro advogadas da Covington and Burling, escritório de Dean Acheson. Neste trabalho, Marchant conheceu sua companheira da vida, Muriel Crawford, que trabalhava como assistente administrativa nessa mesma firma.
Marchant foi advogada no Banco Mundial durante dezoito anos até se aposentar em 1972.
Marchant escreveu alguns contos para a revista lésbica The Ladder. Através dessa escrita, ela foi apresentada a Barbara Grier, que então editou e publicou um dos seus contos. Em 1972, quando The Ladder deixou de ser publicado, Marchant e Grier ansiavam por um novo caminho para a escrita e literatura lésbica. Assim em 1973, a Naiad Press foi co-fundada por Anyda Marchant, Muriel Crawford, Barbara Grier e Donna McBride.
A Naiad Press foi fundada, em parte, para publicar os primeiros livros de Marchant sob o pseudônimo de Sarah Aldridge. Marchant não acreditava que alguma editora publicaria seus contos por causa de seu conteúdo lésbico. Quando Marchant doou $2.000 de sua aposentadoria, os primeiros livros de Naiad puderam ser publicados. Em 1974, Naiad Press publicou The Latecomer de Sarah Aldridge, considerado o primeiro livro lésbico a ter um final feliz.
Sob o nome de Sarah Aldridge, Marchant foi autora de quatorze livros lésbicos, e onze deles foram publicados pela Naiad Press.
A Naiad Press se tornou a editora lésbica de maior sucesso. Marchant serviu como presidente do Naiad desde o seu início. Em 1992, após de uma disputa editorial, Marchant e Crawford deixaram a Naiad Press e juntas fundaram a A&M Books.
Eles publicaram principalmente os poucos livros restantes de Sarah Aldridge, juntamente com livros de outros autores, como Ann Allen Shockley.

## Vida pessoal
Marchant conheceu Muriel Inez Crawford (21 Abril 1914 – 7 Junho 2006) em 1947. Elas começaram a namorar em 1948, embora ainda não tivessem um relacionamento declarado até os anos noventa. O casal ficou junto por cinquenta e sete anos até a morte de Aldridge.
Em 1965, Marchant e Crawford se tornaram residentes permanentes de Rehoboth Beach, Delaware, um lugar conhecido por sua comunidade LGBT. Lá, organizavam 'Salões' semanais em sua varanda. Durante os invernos, eles viviam em Lighthouse Point, Flórida.
Marchant se declarou oficialmente gay em 1990, com uma aparição pública na livraria Lambda Rising.

## Morte
Marchant faleceu duas semanas antes de seu aniversário de noventa e cinco anos em 2006. Muriel Crawford faleceu cinco meses depois.
Marchant recebeu postumamente o prêmio Golden Crown Literary Society Trailblazer em junho de 2007.
O primeiro livro de Marchant, The Latecomer, foi relançado com uma edição de 35º aniversário pela A&M Books em 2009. Além do livro, a editora Fay Jacobs coletou ensaios de muitos ícones lésbicos discutindo o legado de Aldridge. Este volume se tornou seu primeiro trabalho a aparecer em formato digital.

## Obras notáveis

### Escrito como Sarah Aldridge
- O retardatário (1974)
- Tottie: um conto dos anos sessenta (1975)
- A Respiração de Cytherea (1976)
- Todos os verdadeiros amantes (1978)
- O lugar de nidificação (1982)
- Madame Aurora (1983)
- Amigo do Infortúnio (1985)
- Madalena (1987)
- Mantenha-me estranho (1989)
- Um Vôo de Anjos (1992)
- Michaela (1994)[13]